# Île du Fort
L’île du Fort est une île de la Seine, de forme triangulaire, longue de 700 mètres environ, située dans les Yvelines entre Meulan et Les Mureaux. Elle est rattachée administrativement à la commune de Meulan. Cette île est reliée d’une part à la rive droite (côté Meulan) par le pont aux Perches, ancien pont datant du XIIe siècle franchissant le bras de Meulan, et d’autre part à l’île Belle par un pont routier franchissant le bras Saint-Côme et donnant sur la route départementale 14 reliant Meulan et Les Mureaux par le pont Rhin et Danube.
Cette île doit son nom au fort qui y fut construit par Du Guesclin pour défendre la ville de Meulan contre les Anglais.
L’île du Fort accueille notamment à sa pointe amont le centre hospitalier intercommunal de Meulan-Les Mureaux (CHIMM). L'île a été le lieu de résidence de Georges Létang, militaire de carrière et homme politique français.